# 松平定教
松平 定教（まつだいら さだのり）は、伊勢桑名藩の知藩事、明治時代の官僚・華族。定綱系久松松平家14代。

## 生涯
安政4年（1857年）4月23日、藩主・松平定猷の長男として誕生した。安政6年（1859年）に父が死去したときには3歳の幼少であり、また妾腹の庶子であったため、家督は定猷の婿養子となった定敬が継ぎ、定教は定敬の養子となった。
慶応4年（1868年）の鳥羽・伏見の戦いで定敬が前将軍・徳川慶喜に従ったため、桑名藩は新政府と敵対することとなるが、在国していた定教は家老ら家臣の擁立もあり定敬に従わず、1月23日には新政府に降伏して蟄居を命じられた。1月28日には桑名城を無血開城し、尾張藩の管轄下に置かれることとなった。その後、謹慎が評価されて10月には桑名城に入ることが認められるが、定敬がまだ新政府軍に抵抗していたため存続の決定はなされなかった。
明治2年（1869年）5月に定敬が新政府に降伏すると、8月15日になって従来の11万石から6万石に減封された上での桑名藩存続を新政府より許され、定教が家督を継いで知藩事となった。財政難で家臣の給与もままならず、知藩事の定教でさえ42石ほどの給与であったとされる（隣藩神戸藩知事の本多忠貫の給与は105石だった）。明治4年（1871年）、廃藩置県により知藩事職を免官された。その後、東京に移った。
明治5年（1872年）9月、就学のために横浜への寄留願いを提出する。その後、定敬と共に横浜市学校(修文館)、ブラウン塾でサミュエル・ロビンス・ブラウンに英語を学んだ。1874年（明治7年）11月には定敬と共にアメリカに留学し、ニュージャージー州のラトガース大学で学んだ。1878年（明治11年）12月に日本に帰国した後、1880年（明治13年）3月からは外務省の書記官としてイタリア公使館で働いた。1884年（明治17年）の華族令で子爵となる。明治21年（1888年）には式部官となった。
1897年（明治30年）7月10日、貴族院子爵議員に就任し、1899年（明治32年）5月21日の死去まで在任。享年43。家督は定敬の四男である定晴が婿養子となって継いだ。

## 家族
父母
- 松平定猷（実父）
- 松平定敬（養父）

妻
- 山岡鈴子 - 山岡鉄舟の娘

子女
- 松平栄子 - 松平定晴正室

養子
- 松平定晴 - 松平定敬の四男